# Siemssenius
Siemssenius is een geslacht van kevers uit de familie bladkevers (Chrysomelidae).
De wetenschappelijke naam van het geslacht werd in 1922 gepubliceerd door Julius Weise.

## Soorten
- Siemssenius clermonti (Laboissiere, 1929)
- Siemssenius fulvipennis (Jacoby, 1890)
- Siemssenius jeanvoinei (Laboissiere, 1929)
- Siemssenius metallipennis (Chujo, 1962)
- Siemssenius modestus (Weise, 1922)
- Siemssenius nigriceps (Laboissiere, 1929)
- Siemssenius rufipennis (Chujo, 1962)
- Siemssenius trifasciata (Jiang, 1992)